# Feliks Zwierzchowski
Feliks Zwierzchowski (ur. 9 maja 1912 w Warszawie, zm. 26 maja 2003 tamże) – polski artysta fotograf z tytułami Artiste FIAP oraz Excellence FIAP. Członek honorowy Fotoklubu Rzeczypospolitej Polskiej. Członek honorowy Związku Polskich Artystów Fotografików.

## Życiorys

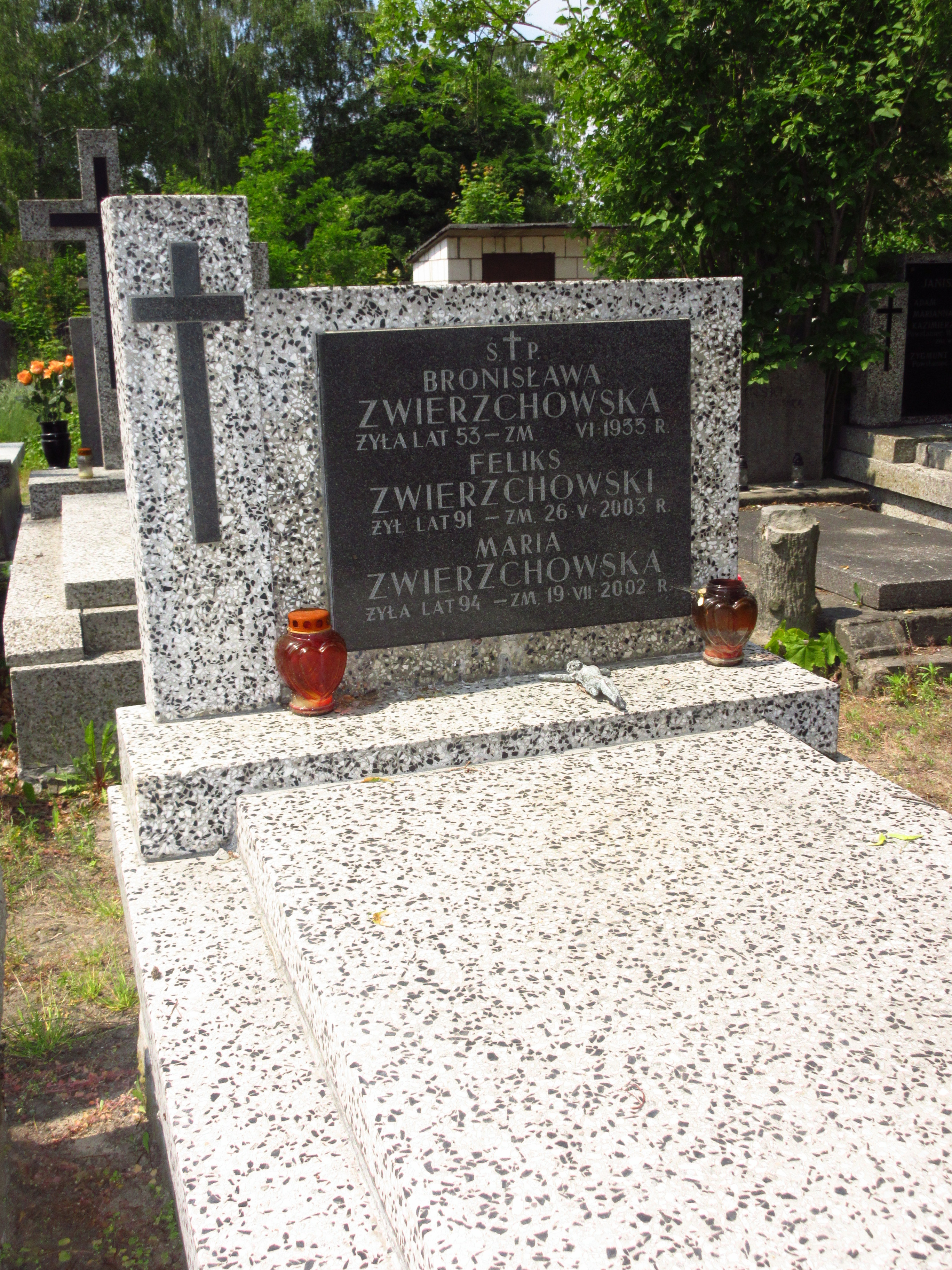
Grób Feliksa Zwierzchowskiego na cmentarzu Bródnowskim w Warszawie

Feliks Zwierzchowski fotografował od 1926 roku, a od roku 1928 własnym aparatem skrzynkowym „Box Tengor” firmy Zeiss.
Podczas II wojny światowej wykonywał zdjęcia pamiątkowe i rodzinne w okupowanej Warszawie. W tym czasie był wspólnikiem i pracownikiem sklepu z branży fotograficznej. 
W 1945 roku założył i prowadził klub fotograficzny w Grodzisku Mazowieckim. W 1950 roku został właścicielem księgarni „Zwierzchowski i spółka”, przy ul. Wilczej w Warszawie. W 1951 roku został przyjęty w poczet członków Związku Polskich Artystów Fotografików. Od 1951 roku (dożywotnio) prowadził bibliotekę ZPAF, której był pomysłodawcą, kustoszem i założycielem (obecnie biblioteka nosi imię Feliksa Zwierzchowskiego). 19 stycznia 1955 roku na wniosek Ministra Kultury i Sztuki odznaczony został Medalem 10-lecia Polski Ludowej. Był członkiem nieformalnej grupy twórczej „Przedszkole”, działającej na terenie Warszawy od jesieni 1955 roku, do której należeli: Witold Dederko (1906–1988), Janusz Czarnecki (1928–2011), Stefan Deptuszewski (1912–1998), Leszek Dmowski (1930–2011), Jerzy Jarosz, Krystyna Małek (ur. 1923), Ryszard Mariański (1923–2008), Jan Sunderland (1891–1979), Janusz Szczerbatko (1924–1994), Antoni Ulikowski (1926–1992). W 1979 roku został członkiem honorowym ZPAF. Był autorem i współautorem wielu wystaw krajowych i międzynarodowych, m.in. organizowanych pod patronatem FIAP. Głównym kierunkiem w twórczości Feliksa Zwierzchowskiego była fotografia krajoznawcza i krajobrazowa. Jego prace (negatywy, płytki szklane, odbitki) znajdują się w zbiorach Fototeki Związku Polskich Artystów Fotografików, w Warszawie.
W 1951 roku otrzymał tytuł AFIAP (Artiste FIAP), nadany przez Międzynarodową Federację Sztuki Fotograficznej FIAP, a w 1960 tytuł EFIAP (Excellence FIAP).
Jego fotografie znalazły się w wielu publikacjach, m.in. albumowych takich jak: „Mistrzowie Polskiego Pejzażu” (Kielce 2000), „Polska Fotografia Krajoznawcza” (Łódź 2000), „Polegli na polu chwały 1939–1945”, „Towarzyszom broni 1944–1945”, „Antologia fotografii polskiej” (1999).
Zmarł 26 maja 2003, pochowany 4 czerwca 2003 na cmentarzu Bródnowskim (kwatera 45I-5-29).